# 論
論（ろん）とは、ある事象に対し順序立てられた思考・意見・言説をまとめた物である。

## 概要
人の思考は、その人の精神的な成長と共に発達し、一定の教育を受けることにより論理的な性格を有するようになる。単なる想像・空想・夢想・感情・情緒の産物でしかなかった不確かな思考が、規則性を有するようになり論理的な破綻が無くなったときに、一つの「論」が構成されたと見ることが出来る。
形態は、印刷物・音声等として記録されている必要はなく、完全な形式をなしていない状態で私的な思考の中にも存在する。仮定を用いることにより非現実的な事象を対象とすることも可能である。また、その真・偽に関わらず、受け手により「正論」（正しいと思われる論）・「空論」（意味がない、現実味のない論）・「理論」等の評価が与えられる。仮説として存在可能であるが、最終的に実証された場合に一般的な評価が定まる。

## 用法
• 論ずる（ろん・ずる）
1. 筋道を立てて述べる。「現代文学について―・ずる」「環境問題を―・ずる」
2. 互いに意見をたたかわす。論争する。また、言い争う。「夜を徹して―・ずる」
3. （多く打消しの語を伴う）取りたてて問題にする。問う。「―・ずるに足りない」「貴賤を―・ぜず」

 • 論う（あげつら・う）
物事の理非、可否を論じ立てる。また、ささいな非などを取り立てて大げさに言う。「人の欠点をいちいち―・う」
 • 論より証拠
議論をするより証拠を示した方がよいという意味。
 • 机上の空論
頭の中だけで考え出した、実際には役に立たない理論や考え。「砂上の楼閣」との混同で、「砂上の空論」とするのは誤り。
 • 一般論
ある特定の、または個々の具体的な事柄を考えないで、広く全体を論じる議論。世間に広く認められると考えられる論。
 • 結果論
事が起きたあとで，そのわかっている結果を前提としてあれこれ論ずる無意味な議論 。
 • 世論（英: public opinion）

特定の大きな社会集団、公衆がもっているある論争的な問題についての意見、態度、判断などの一般的傾向。世論調査で測定されるが、世論は社会を構成する成員個々の意見の総和であるとみるか、それをこえた力をもつ実体とみるかについては意見が分れる。

## 一覧
- 暗号理論
- 一元論
- 一般相対性理論
- 今西進化論
- 意味論
- M理論
- 押し付け憲法論
- 音韻論
- 音楽理論
- 懐疑論
- 確率論
- カルツァ＝クライン理論
- 漢字廃止論
- 観念論
- 環論
- 机上の空論
- 共形場理論
- 議論
- グラフ理論
- 君主論
- 君主制廃止論
- 群論
- 経験論
- 計算理論
- 計算可能性理論
- 計算複雑性理論
- 形態論
- ゲージ理論
- ゲーム理論
- ゲーム意味論
- 決定論
- 決定理論
- 言語的相対論
- 言語類型論
- 憲法無効論
- 弦理論
- 圏論
- 言論
- 公共選択論
- 幸福論
- 合理的選択理論
- 合理論
- コミュニケーション論
- 語用論
- 参議院不要論
- 自殺論
- 実証政治理論
- 実利論
- 資本論
- 社会進化論
- 社会選択理論
- 社会理論
- 集合論
- 宿命論
- 攘夷論
- 情報理論
- 進化論
- 身体論
- 数論
- 征韓論
- 政略論
- 正論
- 戦闘機無用論
- 戦術一般論
- 戦争論
- 創造論
- 相対性理論
- 束論
- 存在論
- 太極拳論
- 大統一理論
- タイプ0弦理論
- タイプII超弦理論
- 体論
- 多元論
- 堕落論
- 超弦理論
- 超重力理論
- 超対称性理論
- 超対称大統一理論
- ツイスター理論
- 天皇制廃止論
- 統一場理論 (統一理論)
- 統語論
- 独我論
- 特殊相対性理論
- 独断論
- 二元論
- 実体二元論
- 善悪二元論
- 認識論
- 認知意味論
- 場の量子論
- 万物の理論
- 評論
- 批評理論 (批判理論)
- 符号理論
- 文芸評論
- 文学理論
- ヘテロティック弦理論
- 方法論
- ミサイル万能論
- 唯心論
- 唯物論
- 有神的進化論
- 理論
- 理想論
- 量子重力理論
- ループ量子重力理論
- 恋愛論
- ヤン＝ミルズ理論
- 世論